# Santíssimo Nome de Jesus
Santíssimo Nome de Jesus és una freguesia (parròquia civil) de Cap Verd. Cobreix la part oriental del municipi de Ribeira Grande de Santiago, a l'Illa de Santiago.

## Subdivisions
La freguesia consta dels següents assentaments, amb població segons el cens de 2010:
- Bota Rama (pop: 153)
- Calabaceira (pop: 366)
- Cidade Velha (pop: 1,214)
- Costa Achada (pop: 21)
- João Varela (pop: 394)
- Salineiro (pop: 1,113)
- São Martinho Grande (pop: 593)